# Pyrus cordata
Pyrus cordata, comummente conhecido como periqueiro, é uma espécie de planta com flor pertencente à família das Rosáceas e ao tipo fisionómico dos fanerófitos.
A autoridade científica da espécie é Desv., tendo sido publicada em Observations sur les Plantes des Environs d'Angers 152-153. 1818.

## Nomes comuns
Além de «periqueiro», esta espécie dá ainda pelos seguintes nomes comuns:
- escalheiro-manso[4][3](não confundir com a espécie Pyrus bourgaeana, que também dá por este nome comum)[5];
- escambrão[6][3];
- escambroeiro[7](não confundir com as espécies Pyrus bourgaeana e Rhamnus cathartica, que consigo partilham este nome comum);
- espinheiro[8]
- e pereira-brava[9]  (não confundir com as espécies Pyrus bourgaeana e Pyrus communis, que também dão por este nome comum).[10]

Aos frutos desta espécie dá-se o nome comum perico .

### Etimologia
Do que toca ao nome científico:
- Quanto ao nome genérico, Pyrus, provém do latim e significa «pêra».[12]
- Quanto ao epíteto específico, cordata[13], provém do latim e significa «sábia, prudente».[14]

## Descrição
Arbusto ou árvore que pode chegar até aos 15 metros. Pauta-se pela copa de formato sensivelmente piramidal.
Conta com ramos erectos, abundatemente exornados com lenticelas. Os ramos mais jovens tendem a ser hirsutos.
Do que toca às folhas, estas medem entre 2,8 a 6 centímetros de comprimento e 1,5 a 4,9 centímetros de largura. Têm um formato que alterna entre o orbicular a o ovado, podendo ser sensivelmente acuminada.
Os pecíolos, por seu turno, medem entre 12 a 39 milímetros. As estípulas têm um formato linear-lanceoladas e são pelosas, medindo à volta de 8 milímetros de comprimento por 0,5 a 0,6 milímetros de largura.
As inflorescências contam com ramos muito hirsutos na altura da floração, na da frutificação, por contraste, ficam quase glabras. Tanto o receptáculo, como as sépalas da flor são muito hirsutas, sendo que estas últimas medem entre 2,1 a 5,5 de comprimento e 1,3 a 3 milímetros de largura. As pétalas caracterizam-se pela coloração branca, medindo entre  7,8 a 12,7 milímetros de comprimento por 4 a 8,9 milímetros de largura.
O fruto é globoso, por vezes piriforme, apresenta uma coloração que pode ser avermelhada  amarelada ou pardacenta.

### Distinção comPyrus bourgaeana
Apesar de semelhantes, as duas espécies distinguem-se na medida em que a Pyrus bourgaeana tem pedúnculos frutíferos mais grossos e rígidos e o cálice do fruto é permanente.

## Distribuição
Esta espécie marca presença em territórios no Oeste, Centro e Leste do Continente europeu, assim como no Próximo Oriente, designadamente na Anatólia e no Norte do Irão, e na orla mediterrânica.

### Portugal
Trata-se de uma espécie presente no território português, nomeadamente em Portugal Continental, mais concretamente, em todas as zonas do Noroeste, no Nordeste ultrabásico e nas Terras Fria e Quente Transmontanas.
Em termos de naturalidade é nativa da região atrás indicada.

### Ecologia
Esta espécie privilegia as orlas de hortas e courelas agricultadas, as clareiras de florestas de espécies caducifólias, os matos abertos, as sebes, os terrenos sáfaros e as bouças. Medra em qualquer tipo de solos.

## Protecção
Não se encontra protegida por legislação portuguesa ou da Comunidade Europeia.